# JQuery UI
jQuery UI是一套JavaScript 函式庫，提供抽象化、可自訂主題的GUI控制項與動畫效果。基於jQuery JavaScript函式庫，可用來建構互動式的網際網路應用程式。在2007年9月約翰·雷西格於jquery.com部落格裡的一篇文章裡正式公諸於世。最新的版本需要jQuery 2.1.1或更新的版本。

## 功能
以1.9.0版本為例。

### 互動
- 拖曳（Draggable）–讓元素可以用滑鼠拖曳。
- 拖放（Droppable）–讓控制項可以接受其他拖曳進來的元素。
- 調整大小（Resizable）–讓元素可以調整大小[10]。
- 選取（Selectable）–提供進階的大量元素選擇功能。
- 排序（Sortable）–讓列表可以更容易排序。

### 控制項
jQuery UI的所有控制項都能自訂主題樣式。
- 手風琴式選單（Accordion）–如手風琴般可伸縮的控制項。
- 自動完成（Autocomplete）–根據使用者的輸入來自動完成文字欄。
- 按鈕（Button）–增強按鈕外觀，將單選與複選控制項轉變成按鈕型式。
- 日期選擇器（Datepicker）–進階的日期選擇工具。
- 對話框（Dialog）  –在頁面最上層顯示對話框。
- 選單（Menu） - 顯示多階層式的選單。
- 進度條（Progressbar）  –動態與靜態的進度指示條。
- 滑動條（Slider）–完全可以自訂的滑動條與各種功能[12]。
- 微調選擇器（Spinner） - 上下控制的數字微調輸入欄。
- 頁籤（Tabs）–頁籤切換控制項，可以內嵌或動態載入內容。
- 工具提示（Tooltip） - 彈出式提示框。

### 效果
- 顏色動畫（Color Animation）–產生顏色轉變的動畫效果。
- 切換Class、新增Class、移除Class、開關Class –讓頁面上元素樣式轉變時有動畫效果。
- 效果（Effects）–各種效果（顯示、下拉、爆炸、淡入等等）。
- 切換（Toggle）–切換效果開關。
- 隱藏、顯示 - 使用上述的效果。

### 工具
- 位置（Position）  –根據另一個元素來設定目標元素的位置（對齊）。

## 範例
```
// 讓#draggable可以拖曳

$
(
function
()
 
{

    
$
(
"#draggable"
).
draggable
();

});

```

```
<
div
 
id
=
"draggable"
 
style
=
"width:150px;height:150px;padding:0.5em"
 
class
=
"ui-widget-content"
>

  
<
p
>
Drag me around
</
p
>

</
div
>

```

這段程式碼會讓使用者的滑鼠游標可以拖曳ID為「draggable」的DIV元素。

## 外部連結
- 官方網站（页面存档备份，存于）（英文）